# Église Saint-Rémy de Vaux
L'église Saint-Rémy est une église catholique située à Vaux, en France.

## Localisation
L'église est située dans le département français de la Moselle, sur la commune de Vaux.

## Historique
L'édifice, datant du XVIIIe siècle, est classé au titre des monuments historiques en 1984.

## Galerie de photos

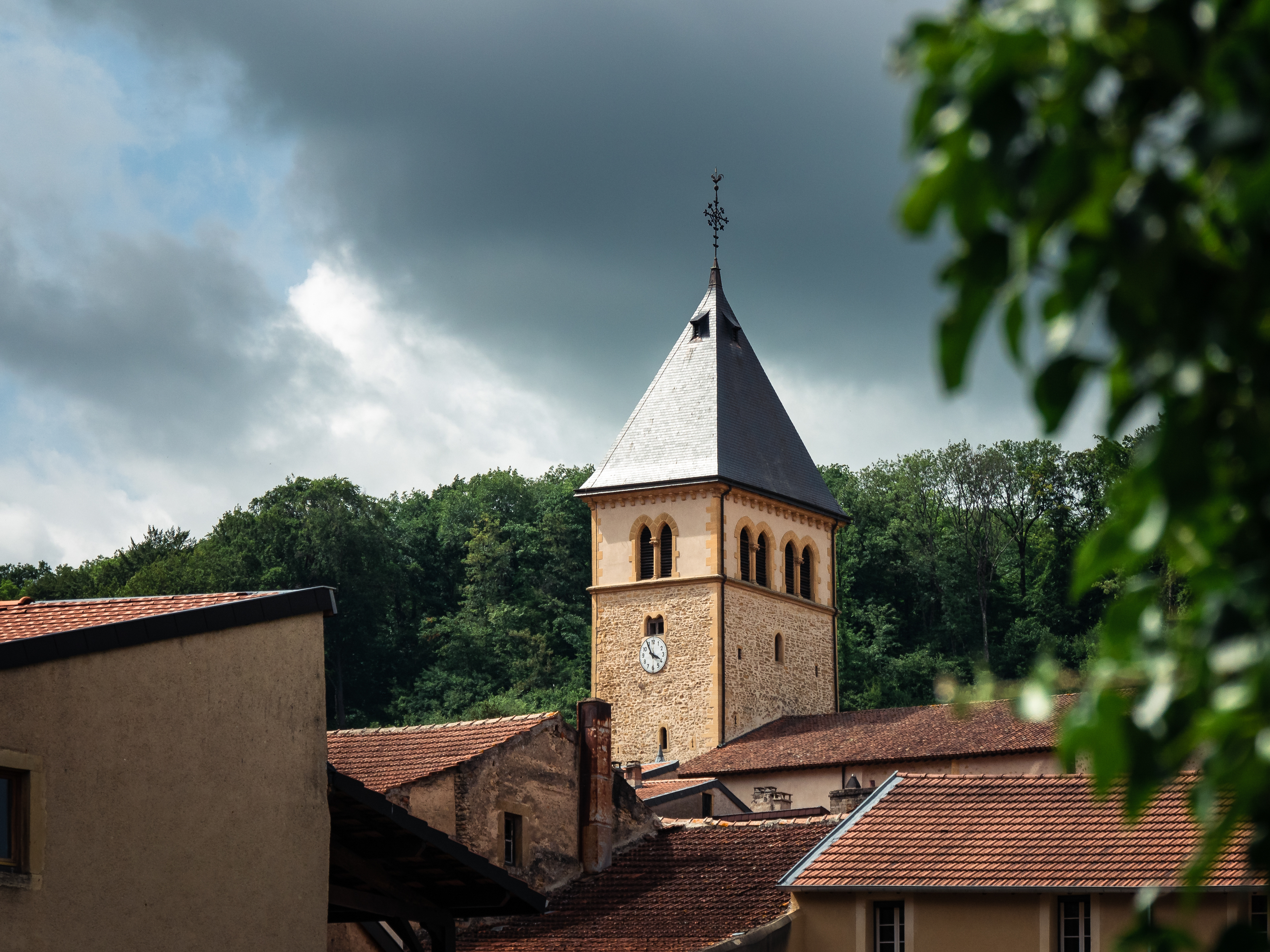
Vue du clocher depuis la D6A
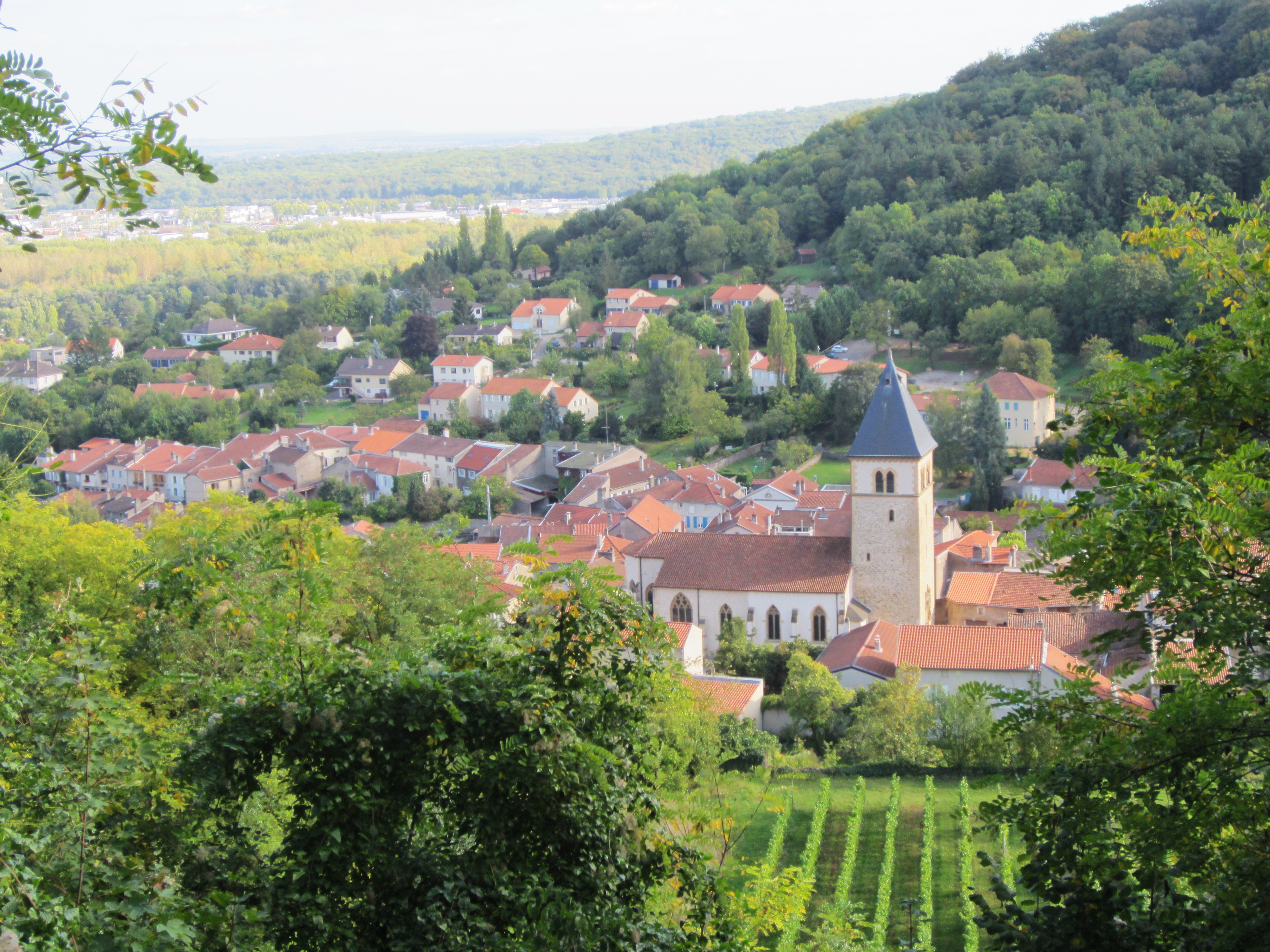
Vue de Vaux depuis les hauteurs